# Marlene (Max Ernst)
Marlene (Mutter und Sohn), englisch Marlene (Mother and Son), ist ein 1940/41 geschaffenes Ölgemälde von Max Ernst aus seiner surrealistischen Phase. Es gehört gegenwärtig zur Sammlung der Menil Collection in Houston.

## Beschreibung und Interpretation

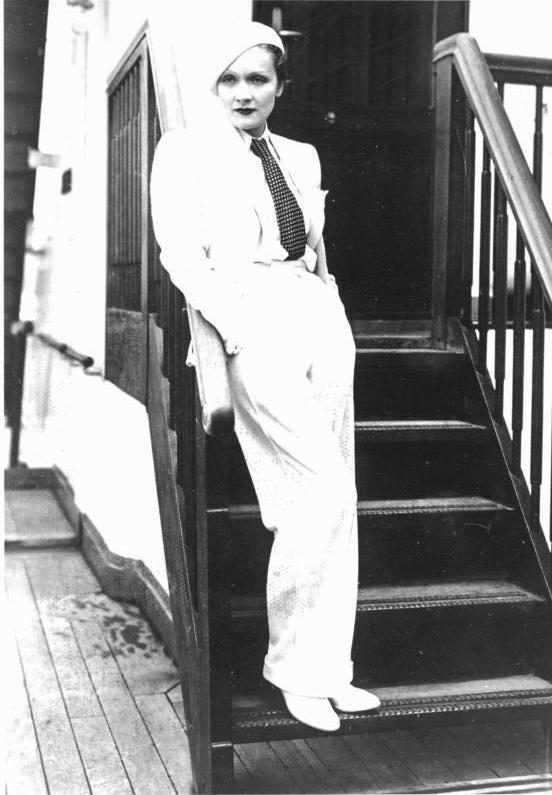
Marlene Dietrich, 1933

Das in der von Max Ernst weiterentwickelten Technik Décalcomanie in Öl auf Leinwand gemalte Bild Marlene zeigt eine dominierende, nach links schreitende Frauenfigur, die aufgrund ihrer Ähnlichkeit mit der deutschstämmigen Schauspielerin Marlene Dietrich vermutlich dem Werk als Emigrationsbild seinen Namen gab. Die Schauspielerin hatte zuletzt 1937 Deutschland besucht und 1939 die amerikanische Staatsbürgerschaft angenommen; der Künstler war 1941 aus Südfrankreich in die Vereinigten Staaten emigriert. Marlene entstand noch in Europa.
Die Figur Marlene scheint sich auf Wanderschaft zu befinden und eine mediterran anmutende Landschaft unter strahlend blauem Himmel zu verlassen, dargestellt durch eine rechts im Bild aufragende Säule sowie am unteren Bildrand eine hügelige Landschaft mit Zypresse. Sie wird begleitet von vier kleinen Vogelwesen, ein fünftes klammert sich an die Säule. Marlenes Kopf, im Halbprofil mit niedergeschlagenen Augen gemalt, ist bedeckt von rötlichem aufgetürmtem Haar oder einer Haube. Ihre rechte Hand liegt angewinkelt vor dem Bauch, die linke umfasst den Flügel eines vogelartigen Wesens mit Brüsten, fast menschlichem Gesicht und Schnabel, das das Alter Ego des Künstlers, den Vogel Loplop, darstellen könnte. Ihr Gewand besteht aus rötlichen, schwammartigen Strukturen, das ihre Brüste, die linke Schulter und die Oberschenkel unbedeckt lässt. Im unteren Bildbereich ähneln die drei weiteren Vogelwesen einem Papagei, einer Eule und einem Hahn. Haare und Gewand der Marlene sowie das Vogelgefieder wurden mit der Technik der Décalcomanie hergestellt, kenntlich an den schwammartigen, moosigen Strukturen.
Im Jahr 1940 begann Max Ernst ebenfalls ein Werk in der Technik der Décalcomanie zu schaffen, Europa nach dem Regen II, das visionär die Verwüstungen Europas durch den Zweiten Weltkrieg darstellt. Er vollendete es 1942 im Exil.